# Stauntonia leucantha
Stauntonia leucantha är en narrbuskeväxtart som beskrevs av Friedrich Ludwig Diels och Wu. Stauntonia leucantha ingår i släktet Stauntonia och familjen narrbuskeväxter. Inga underarter finns listade i Catalogue of Life.